# Leucosiris
Els leucosiris (grec antic: Λευκόσνροι; llatí: leucosyri) eren els habitants considerats siris pels grecs, que habitaven el nord de la Capadòcia. Eren diferents del siris de més al sud, de pell més fosca (per això es van dir leuco = blanc i siris, és a dir, siris blancs), segons diuen Heròdot, Estrabó i Plini el Vell.
Aquest poble es va establir entre el riu Iris i l'Halis probablement durant el govern de la regió per Assíria (segle VII aC o abans) i eren tributaris dels reis de Lídia, i de Pèrsia. En temps de Xenofont van formar part de Paflagònia i es diu que en aquell temps el príncep de Paflagònia tenia un exèrcit de 120.000 homes molts d'ells cavallers. Després van quedar separats de Paflagònia i integrats al Regne de Capadòcia on van donar nom al districte o estratègia de Leucosíria, que era el districte més proper a la mar Negra, entre els rius Iris i Halis. Claudi Ptolemeu dona el nom als habitants de la regió de l'Iris i els inclou dins de Capadòcia.
Sembla que els leucosiris eren colons instal·lats al territori durant les primeres conquestes dels assiris, però després del temps d'Alexandre el Gran gairebé no es mencionen a la història.